# 山口県道275号島戸港線
山口県道275号島戸港線（やまぐちけんどう275ごう しまどこうせん）は、山口県下関市を通る一般県道である。

## 概要
下関市豊北町大字神田の島戸港から国道191号に至る。長い間島戸港と国道191号を結ぶ路線として機能してきたが、2000年（平成12年）の角島大橋開通で、国道191号と角島を結ぶ路線の一部としても機能するようになった。

### 路線データ
- 起点：下関市豊北町大字神田（島戸港）
- 終点：下関市豊北町大字神田（国道191号交点）

## 歴史
- 1963年（昭和38年） - 路線認定。
- 1972年（昭和47年）頃 - 現行の県道番号に変更される。
- 2005年（平成17年）2月13日 - 下関市と豊浦郡の全4町（菊川町・豊浦町・豊田町・豊北町）が対等合併して改めて下関市が設置されたことに伴い、全区間が下関市域を通る路線になる。

## 地理

### 通過する自治体
- 山口県
  - 下関市

### 交差する道路
| 交差する道路            | 交差する場所   | 交差する場所 |
| ----------------------- | -------------- | ------------ |
| 山口県道276号角島神田線 | 豊北町大字神田 | 起点         |
| 国道191号               | 豊北町大字神田 | 終点         |

### 沿線
- 島戸港
- 角島大橋
- 附野（つくの）キャンプ場
- ホテル西長門リゾート
- 赤田海水浴場
- 恩徳地の結びイブキ（天然記念物）
- 酒田美術資料館